# Ferdinand Schaal
Ferdinand Schaal (Friburgo em 7 de fevereiro de 1889 – Baden-Baden, 9 de outubro de 1962) foi um General Alemão na Segunda Guerra Mundial.

## Biografia
Ferdinand Schaal era um cadete em 1908, e Leutnant naquele mesmo ano. Ele continuou a sua carreira militar na cavalaria durante o período de entre-guerras. Foi promovido à Oberst em 1 de Agosto de 1934, Generalmajor em 1 de Janeiro de 1938, e Generalleutnant em 1 de Abril do mesmo ano.
Com o início da Segunda Guerra Mundial, ele foi o comandante da 10ª Divisão Panzer. Assumiu o comando do XXXIV Corpo de Exército em (1 de Setembro de 1941), em seguida o LVI Corpo Panzer (13 de Setembro de 1941) com a patente de General der Panzertruppe (patente esta recebida em 1 de Outubro de 1941). Ele largou o comando em 1 de Agosto de 1943 e encerrou a guerra como comandante do Wehrkreis da Bohemia-Moravia e a representação para o Reichsprotektor da Bohemia-Moravia.

## Condecorações
Foi condecorado com a Cruz de Cavaleiro da Cruz de Ferro (13 de Julho de 1940) e a Cruz Germânica em Ouro (8 de Março de 1942).